# گلگتا (آلبوم وسپ)
گُلگُتا (به انگلیسی: Golgotha) پنجمین آلبوم استودیویی از گروه وسپ است که در سال ۲۰۱۵ پس از وقفه ۶ ساله منتشر شده‌است و بازگشتی قدرتمندانه برای وسپ بحساب می‌آید. این آلبوم دارای تک آهنگی به همین نام نیز است Golgotha ظاهراً نام محل یا تپه ای است که مسیح در آن به صلیب کشیده شده‌است.